# Weltklasse Zurich 2017
Navigation
Édition précédente Édition suivante
Le Weltklasse Zurich 2017, 89e édition du Weltklasse Zurich, est un meeting d'athlétisme qui se déroule le 24 août 2017 au Letzigrund de Zurich, en Suisse. Il constitue l'avant-dernière étape et l'une de deux finales de la Ligue de diamant 2017.
Depuis 2017, le classement établi à l'issue des 12 premiers meetings détermine les qualifiés pour les finales, à Zurich et Bruxelles. Le vainqueur de chaque finale remporte le trophée de la Ligue de diamant.

## Faits marquants
- Dernière participation à une compétition sur piste du Britannique Mohamed Farah[1]. Il va désormais se consacrer à la route.

## Résultats

### Hommes
| Rang | Athlète           | Temps       |
| ---- | ----------------- | ----------- |
|      | Chijindu Ujah     | 9 s 97 (SB) |
| 2    | Ben Youssef Meité | 9 s 97 (SB) |
| 3    | Ronnie Baker      | 10 s 01     |
| 4    | Justin Gatlin     | 10 s 04     |
| 5    | Isiah Young       | 10 s 10     |
| 6    | Akani Simbine     | 10 s 10     |
| 7    | Asafa Powell      | 10 s 11     |
| 8    | Adam Gemili       | 10 s 13     |

| Rang | Athlète             | Temps   |
| ---- | ------------------- | ------- |
|      | Isaac Makwala       | 43 s 95 |
| 2    | Gil Roberts         | 44 s 54 |
| 3    | Vernon Norwood      | 45 s 01 |
| 4    | Pavel Maslák        | 45 s 67 |
| 5    | Kévin Borlée        | 45 s 77 |
| 6    | Liemarvin Bonevacia | 46 s 31 |
| 7    | Pieter Conradie     | 46 s 45 |
| 8    | Steven Gardiner     | DNF     |

| Rang | Athlète           | Temps         |
| ---- | ----------------- | ------------- |
|      | Timothy Cheruiyot | 3 min 33 s 93 |
| 2    | Silas Kiplagat    | 3 min 34 s 26 |
| 3    | Elijah Manangoi   | 3 min 34 s 65 |
| 4    | Asbel Kiprop      | 3 min 34 s 77 |
| 5    | Charles Simotwo   | 3 min 34 s 93 |
| 6    | Vincent Kibet     | 3 min 34 s 96 |
| 7    | Jake Wightman     | 3 min 35 s 25 |
| 8    | Jakub Holuša      | 3 min 35 s 81 |

| Rang | Athlète        | Temps          |
| ---- | -------------- | -------------- |
|      | Mohamed Farah  | 13 min 6 s 05  |
| 2    | Muktar Edris   | 13 min 6 s 09  |
| 3    | Yomif Kejelcha | 13 min 6 s 18  |
| 4    | Selemon Barega | 13 min 7 s 35  |
| 5    | Mohammed Ahmed | 13 min 10 s 26 |
| 6    | Yenew Alamirew | 13 min 13 s 08 |
| 7    | Albert Rop     | 13 min 14 s 31 |
| 8    | Ben True       | 13 min 17 s 62 |

| Rang | Athlète          | Temps         |
| ---- | ---------------- | ------------- |
|      | Kyron McMaster   | 48 s 07       |
| 2    | Karsten Warholm  | 48 s 22 (NR)  |
| 3    | Kariem Hussein   | 48 s 45 (=PB) |
| 4    | Kerron Clement   | 49 s 20       |
| 5    | Yasmani Copello  | 49 s 23       |
| 6    | Jack Green       | 49 s 41       |
| 7    | L.J. van Zyl     | 49 s 92       |
| 8    | Bershawn Jackson | 50 s 02       |

| Rang | Athlète            | Marque |
| ---- | ------------------ | ------ |
|      | Mutaz Essa Barshim | 2,36 m |
| 2    | Majd Eddin Ghazal  | 2,31 m |
| 3    | Bohdan Bondarenko  | 2,31 m |
| 4    | Robert Grabarz     | 2,24 m |
| 5    | Michael Mason      | 2,24 m |
| 6    | Andriy Protsenko   | 2,24 m |
| 7    | Sylwester Bednarek | 2,20 m |
| 8    | Tom Gale           | 2,20 m |

| Rang | Athlète                | Marque |
| ---- | ---------------------- | ------ |
|      | Sam Kendricks          | 5,87 m |
| 2    | Piotr Lisek            | 5,80 m |
| 3    | Pawel Wojciechowski    | 5,80 m |
| 4    | Kurtis Marschall       | 5,73 m |
| 5    | Shawnacy Barber        | 5,63 m |
| 6    | Kévin Ménaldo          | 5,63 m |
| 7    | Konstadínos Filippídis | 5,48 m |
| 8    | Dominik Alberto        | 5,48 m |

| Rang | Athlète          | Marque |
| ---- | ---------------- | ------ |
|      | Luvo Manyonga    | 8,49 m |
| 2    | Ruswahl Samaai   | 8,31 m |
| 3    | Jarrion Lawson   | 8,12 m |
| 4    | Michel Tornéus   | 8,09 m |
| 5    | Fabrice Lapierre | 7,94 m |
| 6    | Emiliano Lasa    | 7,79 m |
| 7    | Mike Hartfield   | 7,67 m |
| 8    | Benjamin Gföhler | 7,49 m |

| \| Rang \| Athlète \| Marque \| \| ---- \| ------------------ \| ------- \| \| \| Jakub Vadlejch \| 88,50 m \| \| 2 \| Thomas Röhler \| 86,59 m \| \| 3 \| Tero Pitkämäki \| 86,57 m \| \| 4 \| Johannes Vetter \| 86,15 m \| \| 5 \| Keshorn Walcott \| 85,11 m \| \| 6 \| Magnus Kirt \| 84,73 m \| \| 7 \| Neeraj Chopra \| 83,80 m \| \| 8 \| Ahmed Bader Magour \| 83,73 m \| |                    |         |
| Rang | Athlète            | Marque  |
| | Jakub Vadlejch     | 88,50 m |
| 2 | Thomas Röhler      | 86,59 m |
| 3 | Tero Pitkämäki     | 86,57 m |
| 4 | Johannes Vetter    | 86,15 m |
| 5 | Keshorn Walcott    | 85,11 m |
| 6 | Magnus Kirt        | 84,73 m |
| 7 | Neeraj Chopra      | 83,80 m |
| 8 | Ahmed Bader Magour | 83,73 m |

### Femmes
| Rang | Athlète             | Temps        |
| ---- | ------------------- | ------------ |
|      | Shaunae Miller-Uibo | 21 s 88 (NR) |
| 2    | Elaine Thompson     | 22 s 00      |
| 3    | Marie-Josée Ta Lou  | 22 s 09      |
| 4    | Dafne Schippers     | 22 s 36      |
| 5    | Kyra Jefferson      | 22 s 61      |
| 6    | Mujinga Kambundji   | 22 s 71      |
| 7    | Simone Facey        | 22 s 80      |
| 8    | Crystal Emmanuel    | 23 s 94      |

| Rang | Athlète            | Temps              |
| ---- | ------------------ | ------------------ |
|      | Caster Semenya     | 1 min 55 s 84      |
| 2    | Francine Niyonsaba | 1 min 56 s 71      |
| 3    | Margaret Wambui    | 1 min 56 s 87 (PB) |
| 4    | Habitam Alemu      | 1 min 57 s 05 (NR) |
| 5    | Sifan Hassan       | 1 min 57 s 12      |
| 6    | Charlene Lipsey    | 1 min 57 s 99      |
| 7    | Melissa Bishop     | 1 min 58 s 30      |
| 8    | Selina Büchel      | 1 min 59 s 83      |

| Rang | Athlète            | Temps        |
| ---- | ------------------ | ------------ |
|      | Sally Pearson      | 12 s 55      |
| 2    | Sharika Nelvis     | 12 s 55      |
| 3    | Christina Manning  | 12 s 67      |
| 4    | Danielle Williams  | 12 s 73      |
| 5    | Alina Talay        | 12 s 80 (SB) |
| 6    | Dawn Harper Nelson | 12 s 93      |
| 7    | Jasmin Stowers     | 12 s 95      |
| 8    | Kristi Castlin     | 13 s 03      |

| Rang | Athlète               | Temps                  |
| ---- | --------------------- | ---------------------- |
|      | Ruth Jebet            | 8 min 55 s 29 (WL, MR) |
| 2    | Beatrice Chepkoech    | 8 min 59 s 84 (PB)     |
| 3    | Norah Jeruto          | 9 min 5 s 31 (PB)      |
| 4    | Emma Coburn           | 9 min 14 s 81          |
| 5    | Hyvin Jepkemoi        | 9 min 14 s 93          |
| 6    | Gesa Felicitas Krause | 9 min 15 s 85          |
| 7    | Sofia Assefa          | 9 min 16 s 45          |
| 8    | Celliphine Chespol    | 9 min 17 s 56          |

| Rang | Athlète                 | Marque  |
| ---- | ----------------------- | ------- |
|      | Olga Rypakova           | 14,55 m |
| 2    | Yulimar Rojas           | 14,52 m |
| 3    | Caterine Ibargüen       | 14,48 m |
| 4    | Kimberly Williams       | 14,41 m |
| 5    | Hanna Knyazyeva-Minenko | 13,99 m |
| 6    | Patrícia Mamona         | 13,85 m |
| 7    | Anna Jagaciak           | 13,79 m |
| 8    | Elena Panturoiu         | 13,35 m |

| Rang | Athlète           | Marque       |
| ---- | ----------------- | ------------ |
|      | Gong Lijiao       | 19,60 m      |
| 2    | Anita Márton      | 18,54 m      |
| 3    | Yuliya Leantsiuk  | 18,47 m (SB) |
| 4    | Michelle Carter   | 18,27 m      |
| 5    | Daniella Bunch    | 18,20 m      |
| 6    | Aliona Dubitskaya | 18,02 m      |
| 7    | Cleopatra Borel   | 17,85 m      |
| 8    | Brittany Smith    | 16,13 m      |

| \| Rang \| Athlète \| Marque \| \| ---- \| -------------------- \| ------------ \| \| \| Barbora Špotáková \| 65,54 m \| \| 2 \| Kelsey-Lee Roberts \| 64,53 m (PB) \| \| 3 \| Sara Kolak \| 64,47 m \| \| 4 \| Tatsiana Khaladovich \| 62,89 m \| \| 5 \| Martina Ratej \| 62,77 m \| \| 6 \| Madara Palameika \| 62,60 m \| \| 7 \| Kara Winger \| 62,01 m \| \| 8 \| Elizabeth Gleadle \| 59,06 m \| |                      |              |
| Rang | Athlète              | Marque       |
| | Barbora Špotáková    | 65,54 m      |
| 2 | Kelsey-Lee Roberts   | 64,53 m (PB) |
| 3 | Sara Kolak           | 64,47 m      |
| 4 | Tatsiana Khaladovich | 62,89 m      |
| 5 | Martina Ratej        | 62,77 m      |
| 6 | Madara Palameika     | 62,60 m      |
| 7 | Kara Winger          | 62,01 m      |
| 8 | Elizabeth Gleadle    | 59,06 m      |

## Légende
Records et Performances
- AR : Record continental (area record)
- CR : Record des championnats (championship record)
- MR : Record du meeting (meet record)
- NR : Record national (national record)
- OR : Record olympique (olympic record)
- PR : Record paralympique (paralympic record)
- PB : Record personnel (personal best)
- SB : Meilleure performance personnelle de la saison (season's best)
- WL : Meilleure performance mondiale de l'année (world leader)
- WJR : Record du monde junior (world junior record)
- WR : Record du monde (world record)

Circonstances et Conditions
- DNF : N'a pas terminé (did not finish)
- DNS : N'a pas pris le départ (did not start)
- DQ : Disqualification (disqualification)
- NM : Aucun essai valable enregistré (No Mark)
- Q : Qualifié « directement » au prochain tour (ou à la prochaine compétition), lors d'une compétition majeure, grâce au classement ou à la réalisation des minima (automatic qualifier)
- q : Qualifié au prochain tour (ou à la prochaine compétition), lors d'une compétition majeure, grâce au repêchage ou à la réalisation de l'une des meilleures performances parmi celles des « non qualifiés directement » (grâce au meilleur temps ou à la meilleure distance par exemple) (secondary qualifier)